# Muelleriella crassifolia
Muelleriella crassifolia är en bladmossart som beskrevs av Per Karl Hjalmar Dusén 1905. Muelleriella crassifolia ingår i släktet Muelleriella och familjen Orthotrichaceae. Inga underarter finns listade i Catalogue of Life.